# Hágár (keresztnév)
A Hágár héber eredetű bibliai női név, jelentése: bujdosó, menekült, idegen.

## Gyakorisága
Az 1990-es években szórványos név, a 2000-es években nem szerepel a 100 leggyakoribb női név között.

## Névnapok
- augusztus 9.[2]
- december 4.[2]

## Híres Hágárok
- Hágár, Ábrahám ágyasa az Ószövetségben